# 舍讷韦勒
舍讷韦勒（法語：Chenevelles，法語發音：[ʃənvɛl]）是法国新阿基坦大区维埃纳省的一个市镇，属于沙泰勒罗区。

## 地理
舍讷韦勒（46°43'41"N, 0°39'13"E）面积29.3 平方千米，位于法国新阿基坦大区维埃纳省，该省份为法国中西部省份，北起曼恩-卢瓦尔省和安德尔-卢瓦尔省，西接德塞夫勒省，南至夏朗德省，东南接上维埃纳省，东临安德尔省。
与舍讷韦勒接壤的市镇（或旧市镇、城区）包括：阿尔希尼、莱涅莱布瓦、蒙图瓦龙、普勒马丹、瑟尼耶-圣索沃尔。

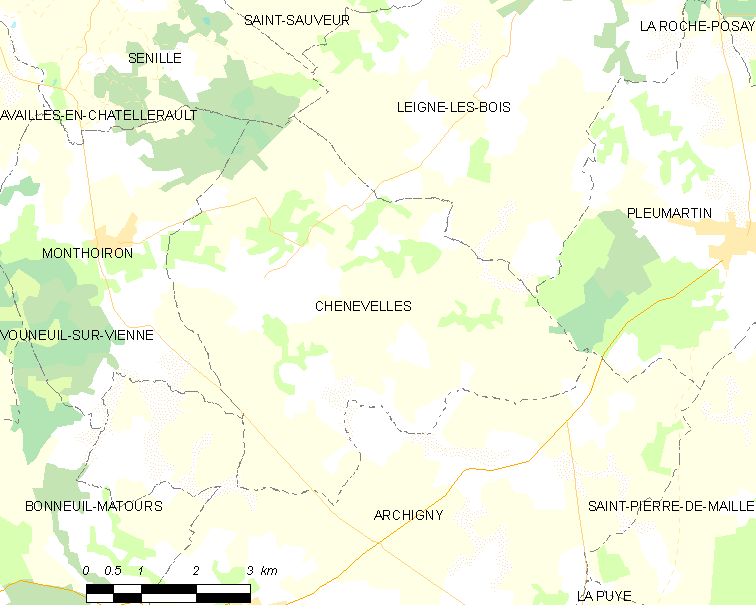
舍讷韦勒的OSM定位图

舍讷韦勒的时区为UTC+01:00、UTC+02:00（夏令时）。

## 行政
舍讷韦勒的邮政编码为86450，INSEE市镇编码为86072。

## 政治
舍讷韦勒所属的省级选区为沙泰勒罗第三县。

## 人口

1962-2008年间舍讷韦勒人口变化图示

舍讷韦勒于2022年1月1日时的人口数量为442人。